# عصبی-فازی
در رشته هوش مصنوعی، عصبی – فازی به ترکیبی از شبکه‌های عصبی مصنوعی و منطق فازی ارجاع داده می‌شود.

طرح یک سیستم عصبی-فازی و پیاده‌سازی یک کنترلر Sugeno-Takagi.

## بررسی
هیبریداسیون عصبی – فازی، منجر به یک سیستم هوشمند هیبرید می‌شود که با ترکیب کردن دو تکنیکِ مدل استدلالی انسان‌گونه از سیستم های فازی همراه با یادگیری و ساختار پیوندگرایِ شبکه‌های عصبی پدید می‌آید. در ادبیات، هیبریداسیون عصبی – فازی به طور گسترده‌ای با عنوان شبکه عصبی فازی (FNN) یا سیستم فازی – عصبی (NFS) نامیده می‌شود. سیستم عصبی – فازی (شکل مشهورتر آن از حالا به بعد مورد استفاده قرار خواهد گرفت) سیستم سبک استدلالی انسان گونه را از طریق استفاده از مجموعه‌های فازی و یک مدل زبانی که شامل مجموعه‌ای از قانون‌های فازی IF-THEN است به کار می‌گیرد. نقطه‌ی قوت سیستم‌های عصبی – فازی این است که  تقریب‌زننده‌های جهانی با توانایی درخواست تفسیر قوانین IF-THEN هستند.
قدرت سیستم‌های عصبی – فازی شامل دو نیازِ متناقض در مدل‌سازی فازی است: تفسیرپذیری در مقابل دقت. در عمل یکی از این دو ویژگی‌ها بر دیگری غالب است. در رشته‌ پژوهش‌ مدل‌سازی فازی، سیستم عصبی – فازی به دو بخش تقسیم می‌شود: مدل‌سازی زبانی فازی که بر روی تفسیرپذیری متمرکز می‌شود، اساساً مدل ممدانی؛ و  مدل‌سازی فازی صریح که بر روی دقت متمرکز است، اساساً مدلِ (TSK).
همچنین به طور کلی فرض شده است که فهم سیستم‌های فازی از طریق پیوند‌های ارتباط‌‌گرا باشد، این اصطلاح همچنین برای توصیف پیکربندی‌های دیگری نیز مورد استفاده قرار می‌گیرد از جمله:
- استخراج قوانین فازی از طریق شبکه‌های RBF تعلیم داده شده.
- منطق فازی بر اساس پارامتر‌های تمرینی تنظیم شبکه عصبی.
- معیارهای منطق فازی برای افزایش ظرفیت شبکه.
- درک توابع عضویت بواسطه‌ی الگوریتم‌های خوشه‌بندی کردن در یادگیری بی‌نظارت در نقشه‌های خود سازمان‌دهنده و شبکه‌های عصبی.
- ارائه فازی کردن، استنتاج فازی و غیرفازی کردن از طریق شبکه پیوندگرای پیشخور چندلایه‌ای.

همچنین باید اشاره گردد که تفسیرپذیری نوع ممدانی سیستم عصبی – فازی می‌تواند از بین برود. برای تقویت سیستم عصبی – فازی، اندازه‌گیری‌های خاصی باید انجام شود، که در دیدگاه‌های مهم سیستم‌های عصبی – فازی نیز مورد بحث قرار گرفته است.
یک راه تحقیقاتی اخیر به مقوله‌ی جریان داده کاوی می‌پردازد، به طوری که سیستم‌های عصبی – فازی مرتباً با نمونه‌های ورودی جدید در صورت تقاضا و در حین اجرا به روز می‌گردد. بدین وسیله بروزرسانی‌های سیستم نه تنها در بر گیرنده‌ی سازگاری بازگشتی پارامترهای مدل است، بلکه شامل یک تکامل پویا و هرس مولفه‌های مدل (نورون‌ها و قوانین) برای مدیریت کردن رانش مفهوم و تغییر در اندازه کافی به صورت پویا در رفتار سیستم برای به روز نگه داشتن سیستم / مدل در هر زمان است.